# Jean Bardet (cuisinier)
Pour les articles homonymes, voir Jean Bardet et Bardet.
Jean Bardet, né le 27 septembre 1941, est un chef cuisinier français, considéré dans les années 1990 comme l'un des principaux restaurateurs de Touraine.

## Biographie

### Jeunesse et début de notoriété
Jean Bardet naît en 1941 de parents restaurateurs,,. Il cesse sa scolarité à 15 ans et est recruté comme apprenti, en 1955, au Relais gastronomique de la gare de l’Est, à Paris. À 31 ans, il ouvre un restaurant à Châteauroux.
Dix ans plus tard, en 1982, la présidence de la République fait appel à lui pour le repas du Sommet du G7 à Versailles. Trois ans plus tard, il est nommé « cuisinier de l'année » par le Gault et Millau, honneur qu'il reçoit à nouveau en 1992.

### Le Château Belmont

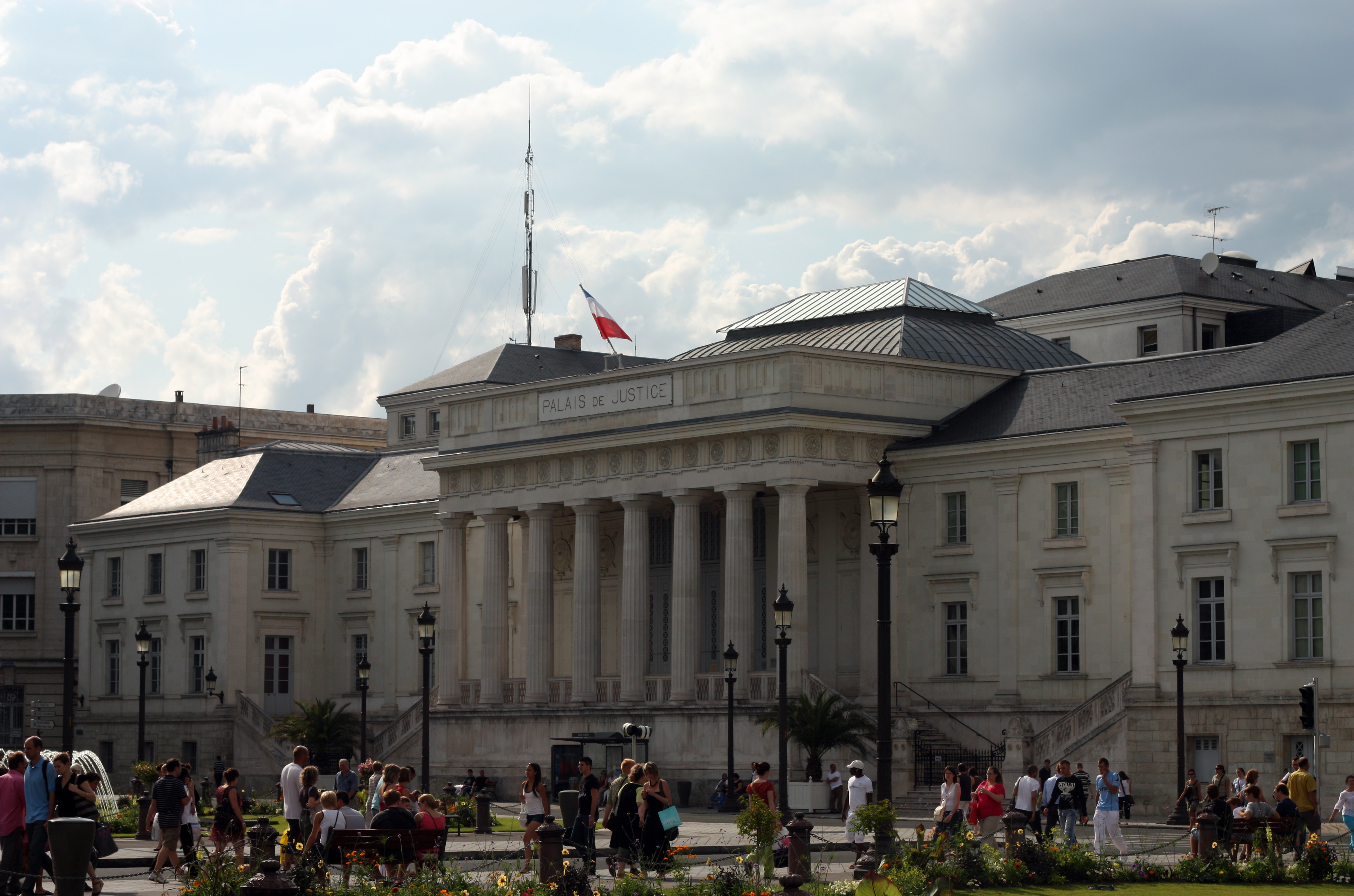
Le Palais de justice de Tours.

À compter de 1987, sa femme Sophie et lui tiennent un hôtel-restaurant (Relais & Châteaux) à Tours, Le Château Belmont. Jean Bardet y reçoit les notables de la région (Jean Germain, Michel Sapin, etc.) ainsi que des personnalités d'envergure nationale, tant politiques (Nicolas Sarkozy, Jean-Pierre Raffarin, etc.), du monde des affaires (Olivier Bouygues) que du show-biz (Eddy Mitchell, Patrick Bruel, etc.) – il se lie particulièrement avec Gérard Depardieu. Le chef reçoit pour cet établissement une étoile au Guide Michelin en 1982 puis une seconde en 1985 et trois au Bottin Gourmand (la dernière en 1988),.
En avril 1998, des enquêteurs de la Direction générale de la concurrence, de la consommation et de la répression des fraudes (DGCCRF) constatent une dizaine d'irrégularités au Château Belmont, notamment des « tromperies manifestes » sur la provenance de certains produits. Des poursuites judiciaires sont engagées ; l'avocat du couple admet des maladresses mais argue de l'absence de « volonté de tromper les hôtes ». Le Guide Michelin retire néanmoins les deux étoiles attribuées à l'établissement tourangeau, ce qui est débattu au sein de la profession,. Reconnus « coupables de publicité mensongère », Sophie et Jean Bardet sont condamnés le 16 décembre 1999 par le tribunal correctionnel de Tours à 15 000 francs d'amende chacun, alors que le procureur requiert deux mois de prison avec sursis et des amendes de 60 000 et 70 000 francs. Le parquet décide d'interjeter appel : la cour d'appel d'Orléans relaxe finalement les époux de certaines infractions dans son jugement du 14 mars 2000, estimant que « la qualité intrinsèque des produits servis dans l'établissement, notamment la fraîcheur, n'est pas mise en cause par l'accusation » : le couple n'est plus condamné qu'à 12 000 francs d'amende en tout et pour tout,. L'affaire engendre de manière indirecte une grève à la DGCCRF en juin, tandis que l'hôtel-restaurant du chef cuisinier se voit réattribuer ses deux macarons par le Guide Michelin l'année suivante.

### Retraite active
Début mars 2008, le couple ferme définitivement Le Château Belmont. Sophie et Jean Bardet ouvrent par la suite – dans leur demeure de Joué-lès-Tours – une table d'hôtes destinée à des clients fortunés,.